# Tadeusz Rybkowski

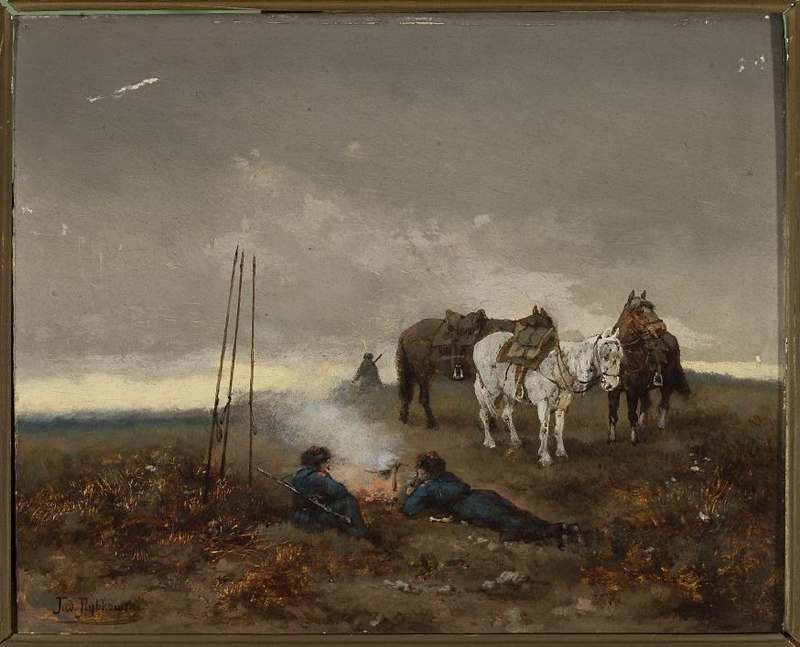
Obraz Tadeusza Rybkowskiego Czaty kozackie

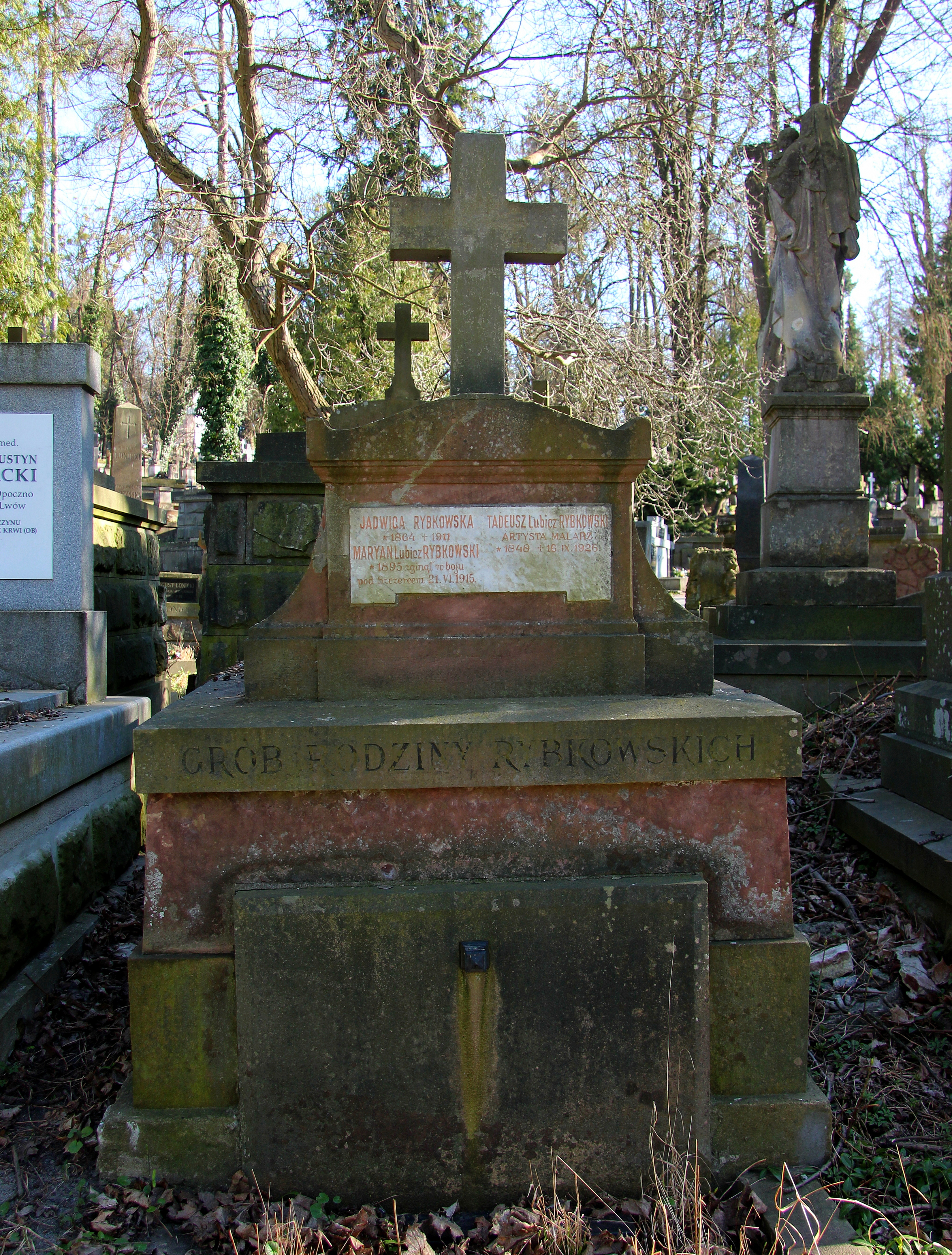
Grób Tadeusza Rybkowskiego

Tadeusz Lubicz Rybkowski (ur. 1848 w Kielcach, zm. 16 września 1926 we Lwowie) – polski malarz i ilustrator.

## Życiorys
W 1865 roku zdał maturę w gimnazjum kieleckim. Studiował w Szkole Sztuk Pięknych w Krakowie w pracowni Władysława Łuszczkiewicza, naukę kontynuował od 1875 do 1877 w Akademii Sztuk Pięknych w Wiedniu. Ponadto pobierał lekcje u Leopolda Löfflera i Hansa Makarta. Po zakończeniu edukacji pozostał w Austro-Węgrzech, skąd udawał się w podróże do Włoch i Niemiec. W 1893 przeniósł się do Lwowa, gdzie został nauczycielem rysunku w Państwowej Szkole Przemysłowej. Dodatkowo prowadził prywatną szkołę malarstwa i rysunku dla kobiet.
Tadeusz Rybkowski najczęściej malował wiejskie sceny rodzajowe, polowania, zaprzęgi, jarmarki, ponadto uwieczniał codzienne życie Hucułów. Ilustrował również książki, a także zajmował się malarstwem ściennym. W 1888 roku ożenił się z Jadwigą Nowolecką, córką księgarza i wydawcy, która zmarła w 1911 roku.
Został pochowany na Cmentarzu Łyczakowskim we Lwowie.

## Wybrane dzieła
- Czaty kozackie